# Papa Anastácio II
Anastácio II foi um papa eleito em 24 de novembro de 496. Seu pontificado teve a duração de pouco menos de 2 anos, tendo se encerrado em 19 de novembro de 498. Morre em 19 de novembro de 498.
Tentou reabilitar o patriarca de Constantinopla, Acácio, que havia sido excomungado e, assim, terminar o cisma acaciano. Interferiu na conversão do rei dos francos (Clóvis I) e de seu povo. Foi fraco com os cismáticos. Sua morte foi considerada um castigo divino. Na sua obra Divina Comédia, Dante coloca-o no sexto círculo do Inferno, padecendo do tormento de ser enterrado em uma cova flamejante junto com os hereges.